# Toro androprosopo
Il toro androprosopo (cioè il toro con il volto di uomo) è una delle figure mitologiche variamente rappresentate nell'antichità. Oltre al toro con volto umano è rappresentata anche la figura umana con la testa taurina.
Il toro con volto umano è legato al mito di Acheloo, il dio dell'omonimo fiume greco.

## Numismatica
La figura con il corpo umano e la testa taurina è presente nella monetazione di Metapontum, in uno statere datato 440-430 a.C.; la moneta presenta al dritto una spiga di grano, tipica della monetazione di questa comunità, e al rovescio una figura umana nuda, con testa di toro, che tiene una patera nella destra e una canna con la sinistra. La legenda è ΑΨΕΛΟΙΟ ΑΕΘΛΟΝ (Acheloio aethlon), in alfabeto greco arcaico.
Più frequente è la figura con il volto umano e il corpo di toro. Questo tipo si trova, nella monetazione degli italioti, nell'area campana e nella monetazione di Laos. In Sicilia è usato da molte città, in particolare da Gela.